# Town of Gawler
Koordinaten: 34° 36′ S, 138° 45′ O

Die Town of Gawler ist ein lokales Verwaltungsgebiet (LGA) im australischen Bundesstaat South Australia. Town of Gawler gehört zur Metropole Adelaide, der Hauptstadt von South Australia. Das Gebiet ist 41 km² groß und hat etwa 23.000 Einwohner (2016).
Gawler liegt am Nordrand von Adelaide etwa 35 km nordöstlich des Stadtzentrums. Das Gebiet beinhaltet zwölf Stadtteile: Bibaringa, Evanston, Evanston Gardens, Evanston Park, Evanston South, Gawler, Gawler East, Gawler South, Gawler West, Hillier, Kudla und Willaston. Der Verwaltungssitz des Councils befindet sich im Stadtteil Gawler.

## Verwaltung
Der Town of Gawler Council hat elf Mitglieder. Die zehn Area Councillors werden ebenso wie der Ratsvorsitzende und Mayor (Bürgermeister) von allen Bewohnern der Town direkt gewählt. Gawler ist nicht in Bezirke untergliedert.